# La batalla d'Anglaterra (pel·lícula)
La Batalla d'Anglaterra (anglès: Battle of Britain) és una pel·lícula bèl·lica britànica de 1969 que documenta els esdeveniments de la Batalla d'Anglaterra, la guerra per la supremacia aèria entre la Luftwaffe alemanya i la Royal Air Force  que es va lliurar sobre els cels britànics durant l'estiu de 1940. La naturalesa del tema va atreure molts actors britànics respectats a acceptar papers com a figures clau de la batalla, com ara Laurence Olivier com el mariscal en cap de l'aire Sir Hugh Dowding, Trevor Howard com el vicemariscal de l'aire Keith Park i Patrick Wymark com el vicemariscal de l'aire Trafford Leigh-Mallory. Dirigida per Guy Hamilton i produïda per Harry Saltzman i S. Benjamin Fisz, també va ser protagonitzada per Michael Caine, Christopher Plummer i Robert Shaw com a líders d'esquadró. El guió de James Kennaway i Wilfred Greatorex es basa en el llibre The Narrow Margin de Derek Wood i Derek Dempster.
La pel·lícula va intentar ser un relat generalment precís de la Batalla d'Anglaterra, quan a l'estiu i la tardor de 1940 la RAF britànica va infligir una derrota estratègica a la Luftwaffe i així va assegurar la cancel·lació de l'Operació Lleó Marí, el pla d'Adolf Hitler per envair Gran Bretanya. La pel·lícula destaca per les seves espectaculars seqüències de vol. Va ser a una escala molt més gran que la que s'havia vist en pel·lícula abans o després, cosa que va fer que la producció de la pel·lícula fos molt cara.

## Trama
La Batalla de França s'esclafa el juny de 1940. S'ha girat contra els britànics i els francesos. Els pilots de la RAF evacuen un petit aeròdrom davant de les forces avançades alemanyes. Els pilots, juntament amb militars britànics i francesos, marxen just quan arriben els avions de la Luftwaffe i executen un fort atac de metrallament. Mentre es mostren les platges desertes de Dunkerque, on les forces britàniques en retirada van ser superades i empeses al mar per la Wehrmacht, la BBC informa de la declaració del primer ministre britànic Winston Churchill que "el que el general Weygand va anomenar la 'Batalla de França' ha acabat. La Batalla d'Anglaterra està a punt de començar".
A la neutral Suïssa, l'ambaixador alemany, el baró von Richter, proposa noves condicions de pau al seu homòleg britànic, Sir David Kelly, afirmant que amb la caiguda de França i els Estats Units encara decididament aïllacionistes, continuar lluitant sols és impossible. Kelly replica: "No ens amenaceu ni ens dicteu fins que no marxeu cap a Whitehall... i fins i tot llavors no us escoltarem". Hitler ho ajorna, esperant que Gran Bretanya accepti les condicions de pau; els comandants britànics aprofiten el retard per augmentar les seves forces, entrenant pilots i controladors terrestres.
La campanya per conquerir Gran Bretanya per via aèria comença amb la força aèria alemanya llançant un assalt a primera hora del matí el "Dia de l'Àguila". Pretén destruir la RAF a terra abans que tingui temps de llançar els seus caces Spitfire i Hurricane. Dues estacions de radar britàniques a Ventnor i Dover queden fora de combat i diversos aeròdroms de la RAF resulten danyats o destruïts, però les pèrdues són relativament lleus. S'inicia una extenuant batalla de desgast, amb els aeròdroms del sud d'Anglaterra sota atacs repetits.
Es desenvolupen tensions entre els comandants del Grup 11 de la RAF, Keith Park, i el Grup 12, Trafford Leigh-Mallory. Leigh-Mallory té la tasca de protegir els aeròdroms del Grup 11 mentre les forces de Park volen a l'aire i s'enfronten a l'enemic, però en atac rere atac, els avions del Grup 12 no apareixen enlloc. Cridat a reunir-se amb Dowding, Leigh-Mallory explica que la tàctica de la "Gran Ala" que ha ideat per reunir una armada aèria per atacar els alemanys des de dalt triga a formar-se, mentre que Park es queixa que triga massa i que la tàctica simplement no funciona.
El punt d'inflexió de la batalla es produeix quan un esquadró de bombarders alemanys perd les seves bombes a causa del mal temps a la nit, i aquestes cauen accidentalment sobre Londres. Com a represàlia, la RAF ataca Berlín. Tot i que els danys són insignificants, un Adolf Hitler enfurismat ordena públicament que Londres sigui arrasada. Hermann Göring arriba a França per comandar personalment l'assalt, convençut que el final de la campanya s'acosta. Les seves primeres sortides cap al nord voregen la RAF, que encara defensa els seus aeròdroms al sud, i els alemanys bombardegen sense oposició. Segueixen els atacs nocturns i Londres crema.
Per complementar les forces de la Commonwealth, la RAF ha començat a acceptar i entrenar pilots estrangers que han escapat dels països ocupats pels alemanys. La principal dificultat és la seva manca de coneixements d'anglès. Durant un vol d'entrenament, un esquadró de la Força Aèria Polonesa Lliure es troba accidentalment amb un vol sense escorta de bombarders alemanys. Ignorant les ordres per evitar l'enfrontament del seu oficial d'entrenament britànic, es llancen a l'atac i abaten diversos bombarders amb tàctiques agressives però poc ortodoxes. Park recompensa la unitat elevant-la a l'estatus operatiu, cosa que porta Dowding a fer el mateix amb els aprenents canadencs i txecs.
Mentre discuteixen els esdeveniments del dia, Park i Dowding examinen el canvi alemany a Londres. Amb un respir, Park assenyala que podrà reparar els seus aeròdroms i recuperar gairebé la seva força total. Dowding observa que, tot i que els bombarders enemics poden arribar a Londres, la seva escorta de caces només pot proporcionar deu minuts de cobertura. Conclou que "girar-se contra Londres podria ser el pitjor error dels alemanys".
El següent atac diürn alemany es troba amb grans grups de caces de la RAF que ataquen en massa, i que aclaparen els assaltants alemanys. Les pèrdues de la Luftwaffe són tan greus que Göring, indignat, ordena que els caces alemanys es quedin amb els bombarders. Privats tant d'altitud com de velocitat, són presa fàcil per als caces britànics que ataquen des de dalt. Per primera vegada, les pèrdues alemanyes superen les britàniques.
Arriba la batalla aèria culminant del 15 de setembre de 1940, amb el control terrestre britànic ordenant a tots els esquadrons que surtin a l'aire, sense deixar cap reserva. Un intens combat sobre Londres deixa ambdós bàndols amb grans pèrdues.
L'endemà, la RAF espera amb ànsia un atac que mai arriba. Tant les forces aèries com les navals alemanyes es retiren de la costa, deixant els aeròdroms abandonats i els ports buits. Göring abandona el front, acusant els seus comandants de traïció. Dowding mira els jardins i cap al cel, on apareixen a la pantalla les paraules de Winston Churchill: "Mai en el camp del conflicte humà s'havia degut tant per tants a tan pocs".

## Repartiment
La Batalla d'Anglaterra té un gran repartiment internacional d'estrelles. La pel·lícula va destacar pel seu intent de retratar amb precisió el paper dels alemanys, amb participants a la batalla com el capità de grup Tom Gleave, el comandant d'ala Robert Stanford Tuck, el líder d'esquadró Bolesław Drobiński i el tinent general de la Luftwaffe Adolf Galland com a assessors. Durant la guerra, Drobiński havia danyat greument l'avió de Galland i el va obligar a fer un aterratge forçós. Es van escollir actors subtitulats en alemany, una diferència respecte a altres pel·lícules britàniques en anglès de la postguerra, on els alemanys sovint eren interpretats per actors anglòfons.

### Britànics, Commonwealth i Aliats
- Harry Andrews com a Harold Balfour, sotssecretari d'Estat de l'Aire
- Michael Caine com a Cap d'Esquadró Canfield
- Trevor Howard com a vicemariscal de l'aire Keith Park, oficial de l'aire comandant de l'11è Grup de la RAF
- Ian McShane com a sergent pilot Andy Moore
- Kenneth More com Capità de Grup Barker, Comandant d'Estació a la RAF Duxford
- Laurence Olivier com a Mariscal en Cap de l'Aire Sir  Hugh Dowding, Comandant en Cap del Comandament de Caces
- Nigel Patrick com a Capità de Grup Hope
- Christopher Plummer com a cap d'Esquadró Colin Harvey, un pilot canadenc de la Royal Air Force
- Michael Redgrave com a vicemariscal de l'aire Douglas Evill, oficial sènior de l'estat major de l'aire del Comandament de Caça
- Ralph Richardson com a Sir David Kelly, ambaixador britànic a Suïssa
- Robert Shaw com a  Cap d'Esquadró "Skipper"[Note 1]
- Patrick Wymark com a vicemariscal de l'aire Trafford Leigh-Mallory, oficial de l'aire comandant del 12è Grup de la RAF
- Susannah York com a oficial de secció Maggie Harvey, l'esposa de Colin
- John Baskcomb com a granger
- Michael Bates com a suboficial Warwick
- Isla Blair com a dona d'Andy
- Tom Chatto com a controlador assistent de Willoughby
- James Cosmo com a Jamie
- Robert Flemyng com a comandant d'ala Willoughby
- Barry Foster com a líder d'esquadró Edwards
- Edward Fox com a oficial pilot Archie
- Bill Foxley com a líder d'esquadró Evans
- David Griffin com a sergent pilot Chris
- Jack Gwillim com a oficial superior de l'estat major de l'aire
- Myles Hoyle com a Peter
- Duncan Lamont com a sergent de vol Arthur
- Sarah Lawson com a dona de Skipper
- Mark Malicz com a Pasco
- André Maranne com a suboficial francès
- Anthony Nicholls com a ministre
- Nicholas Pennell com a Simon
- Andrzej Scibor com a Ox
- Jean Wladon com a Jean Jacques

### Alemanys i Eix
- Curd Jürgens com a Maximilian Baron von Richter, ambaixador alemany a Suïssa
- Hein Riess com a Reichsmarschall Hermann Göring, el comandant en cap de la Luftwaffe [Note 2]
- Dietrich Frauboes com a Generalfeldmarschall Erhard Milch, inspector general de la Luftwaffe
- Peter Hager com a Generalfeldmarschall Albert Kesselring, comandant de la Luftflotte 2
- Wilfried von Aacken com a Generalmajor Theo Osterkamp, Jagdfliegerführer 2
- Karl-Otto Alberty com a Generaloberst Hans Jeschonnek, cap d'estat major de la Luftwaffe
- Wolf Harnisch com a Generalmajor Johannes Fink, comandant del  Kampfgeschwader 2
- Malte Petzel com a Oberst Beppo Schmid, cap de la branca d'intel•ligència militar de la Luftwaffe
- Manfred Reddemann com a Major Falke
- Paul Neuhaus com a Major Föhn
- Alexander Allerson com a Major Brandt
- Alf Jungermann com a Lieutenant Froedl, el navegant de Brandt
- Helmut Kirchner com a Boehm
- Reinhard Horras com a Bruno
- Rolf Stiefel com a Adolf Hitler

## Producció
Antics participants de la batalla van servir com a assessors tècnics, com ara Douglas Bader, James Lacey, Robert Stanford Tuck, Adolf Galland i el mateix Dowding.

### Proposta de pel·lícula
A mitjans de setembre de 1965, S. Benjamin Fisz, un antic pilot de Hurricane, va veure avions practicant per al dia de la Batalla d'Anglaterra, sobre Hyde Park, Londres . Va veure com els adolescents no reconeixien l'avió. En aquell mateix segon, Fisz va tenir una proposta per al que es convertiria en la pel·lícula. Fisz va córrer a la seva oficina i va trucar a l'executiu cinematogràfic Freddy Thomas. Fisz va preguntar a Thomas si li havia agradat la pel·lícula The Longest Day. Thomas va dir que The Longest Day havia recaptat molts diners. Fisz va preguntar a Thomas si es podia fer una pel·lícula similar sobre la Batalla d'Anglaterra, que mostrés cada costat. Thomas va dir: "Dependria de com fos el guió".
El març de 1966, The Rank Organisation va anunciar que faria nou pel·lícules amb un cost total de 7,5 milions de lliures, dels quals aportaria 4 milions de lliures. Rank va finançar completament dues pel·lícules, una pel·lícula de Norman Wisdom i una comèdia de "doctors" ( Doctor on Toast , que es va convertir en Doctor in Trouble). Les altres van ser were The Quiller Memorandum, Deadlier than the Male, Maroc 7, Red Hot Ferrari i (mai realitzada), The Fifth Coin (mai realitzada), The Battle of Britain i The Long Duel.
El maig de 1966, Harry Saltzman va trucar a Fisz i li va preguntar sobre la possibilitat de quedar per sopar aquella nit. Fisz li va dir que podia trobar 1,5 milions de lliures per a la pel·lícula i que costaria uns 3,5 milions de lliures. Saltzmann va dir que podia trobar els diners necessaris. Saltzman es va posar en contacte amb la Paramount, però la proposta mai es va materialitzar. El 1967, Fisz rebia milers de cartes d'arreu del món sobre la pel·lícula proposada, moltes de les quals contenien diners. Els guionistes de la pel·lícula van proposar crear un fons.

### Guió
A finals d'agost de 1967, es va enviar una còpia del guió a Galland perquè el "revisés". Galland va afirmar que la descripció del bombardeig dels alemanys sobre civils a Londres era una "distorsió maliciosa de la veritat". L'Oberst Hans Brustellin i el Major Franz Frodel també van assessorar. L'exoficial de l'esquadró de la WAAF Claire Legge, d'East Sussex , va donar el punt de vista militar femení. Claire havia estat a RAF Tangmere durant la batalla; el seu marit era el pilot de proves de l'Spitfire Jeffrey Quill.

### Els avions

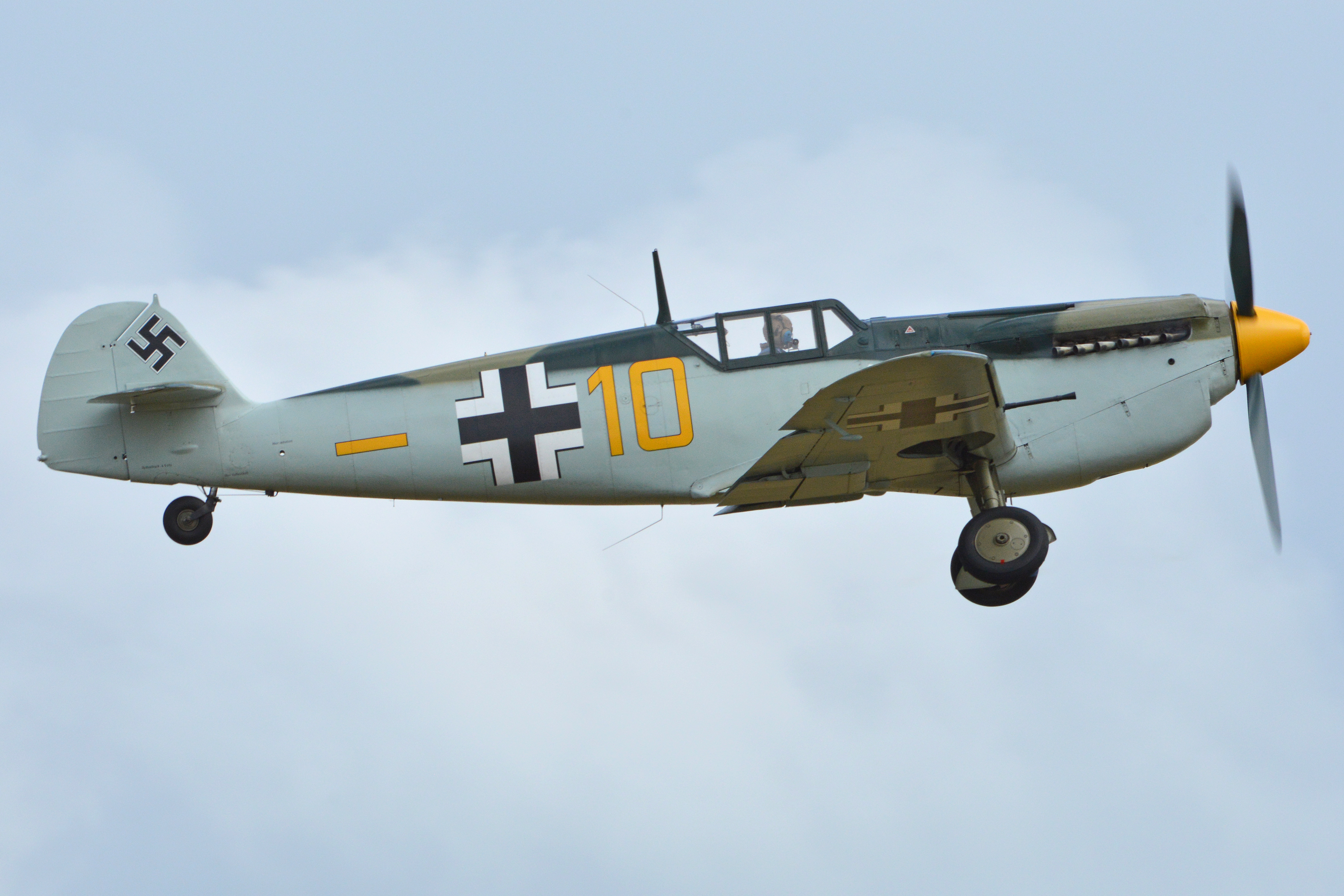
HA-1112 Buchón el 2015, encara amb la lliurea que es va fer servir durant el rodatge de La Batalla d'Anglaterra. També es va utilitzar a la pel·lícula Dunkerque del 2017

La pel·lícula va requerir un gran nombre d'avions d'època. El setembre de 1965, els productors Harry Saltzman i S. Benjamin Fisz van contactar amb l'ex-capità de grup del Comandament de Bombarders de la RAF, T.G. 'Hamish' Mahaddie, per trobar l'avió i organitzar-ne l'ús. Finalment, es van emprar 100 avions, anomenats la "35a força aèria més gran del món". Amb l'ajuda de Mahaddie, els productors van localitzar 109 Spitfires al Regne Unit, dels quals 27 estaven disponibles, tot i que només 12 es podien fer volar. Mahaddie va negociar l'ús de sis Hawker Hurricanes, dels quals tres estaven volant. La pel•lícula va ajudar a preservar aquests avions, inclòs un rar Spitfire Mk II que havia estat un guardià de porta a la RAF Colerne a Wiltshire.
Durant el conflicte aeri real, tots els Spitfires de la RAF eren variants Spitfire Mk I i Mark II amb motor Rolls-Royce Merlin. Tanmateix, només un Mk Ia i un Mk IIa (aquest últim amb un historial de combat a la Batalla d'Anglaterra) van poder ser aptes per al vol, per la qual cosa els productors van haver d'utilitzar set marques diferents, totes construïdes més tard durant la guerra. Per aconseguir una uniformitat, la producció va fer algunes modificacions per "estandarditzar" els Spitfires, incloent-hi l'addició de puntes d'ales el·líptiques, cúpules d'època i altres canvis.
Es van utilitzar un parell de Spitfires d'entrenament biplaça com a plataformes de càmera per aconseguir imatges realistes de combat aeri. El tinent Maurice Hynett, RN, de permís del Royal Aircraft Establishment, Farnborough, va volar diverses seqüències de Spitfires a la pel·lícula. Un rar Hawker Hurricane XII havia estat restaurat pel canadenc Bob Diemert, que va volar l'avió a la pel·lícula. Vuit Spitfires que no volaven i dos Hurricanes van ser preparats, i un Hurricane va poder rodar.
Un North American B-25 Mitchell N6578D, pilotat pels pilots John "Jeff" Hawke i Duane Egli, va ser la principal plataforma de filmació per a les seqüències aèries. Estava equipat amb posicions de càmera a les posicions del canó del morro, la cua i la cintura de l'avió. Una càmera addicional, en un braç articulat, es va muntar a l'escotilla badia de bombes de l'avió i va capturar imatges de 360 graus des de sota de l'avió. La torreta superior del canó va ser substituïda per una cúpula transparent per al director aeri, que coordinaria els altres avions per ràdio.
El N6578D es va pintar de manera cridanera per fer referències a l'alineació i per facilitar que els pilots determinessin en quina direcció estava maniobrant.
Com a substituts de la Luftwaffe, els productors van obtenir 32 bombarders bimotors CASA 2.111, una versió espanyola del Heinkel He 111H-16 alemany amb motor Merlin. També van localitzar 27 Hispano Aviación HA-1112 M1L 'Buchon', una versió espanyola del caça monomotor alemany Messerschmitt Bf 109. Els Buchons van ser modificats per semblar-se millor als Bf 109E, amb metralladores i canons simulats, puntals de cua redundants i les puntes d'ala arrodonides eliminades, però no es va poder fer res perquè el perfil del morro del Buchon amb motor Merlin no s'assemblés al dels Bf 109E "invertits" amb motor Daimler-Benz DB-601.
Després de la pel•lícula, un HA-1112 va ser donat al Luftwaffenmuseum der Bundeswehr alemany i convertit en una variant Messerschmitt Bf 109 G-2, amb les insígnies de l'as alemany Gustav Rödel.
Dos Heinkels i els 17 Messerschmitts volables (inclòs un biplaça HA-1112-M4L de doble control, utilitzat per a entrenament de conversió i com a nau de càmera), van ser transportats des d'Espanya a Anglaterra per completar el rodatge. A l'escena en què l'esquadró d'entrenament polonès s'interromp per atacar, els tres Hurricanes més distants eren Buchons marcats com a Hurricanes, ja que no hi havia prou Hurricanes volables. A més dels avions de combat, es van utilitzar dos transports Junkers Ju 52 de construcció espanyola .

### Pilots
Abans del rodatge, RAF Duxford estava pràcticament abandonat. 10 pilots de la RAF van ser escollits per pilotar avions, i més de 800 havien sol•licitat participar en el rodatge. Entre els pilots hi havia el tinent de vol David Curry, de 29 anys, de la RAF Manby , originari de Worcester, Anglaterra , vivia a Maltby le Marsh , Lincolnshire, i va pilotar un Hurricane; havia volat a Canberras, a Alemanya
Les seqüències de vol van ser dirigides per George Elliott DFC. Durant la guerra, com a pilot d'un Spitfire, Elliott va ser abatut el 1944 quan metrallava Àustria, i va trigar tres mesos a tornar a Anglaterra, a través de Iugoslàvia. No havia participat a la Batalla d'Anglaterra.
El rodatge aeri va tenir lloc d'abril a novembre de 1968. L'estiu de 1968 no va ser bo per al rodatge. La Junta de Comerç no va permetre cap rodatge de seqüències aèries, si el rodatge no estava dirigit per un oficial superior de la RAF, per la seguretat d'altres avions. Elliott va descriure el rodatge aeri com a "perillós".
Hi havia 10 pilots que volaven avions alemanys, liderats pel comandant Pedro Santa Cruz. El repartiment alemany no estava content amb la conducta dels quatre pilots texans que volaven avions alemanys. Els texans havien subministrat molts avions històrics, per la qual cosa se'ls havia permès volar a la pel•lícula. Els texans apareixien com a coronels de la Luftwaffe. Els quatre texans caminaven pel plató amb els seus uniformes d'oficial superior de la Luftwaffe, sovint fent la salutació "Heil Hitler" a la gent. Un texà, mentre anava amb el seu uniforme de la Luftwaffe, cantava cançons d'amor mexicanes amb la seva guitarra.

### Ubicacions
El rodatge a Anglaterra es va fer a Duxford, Debden, North Weald i Hawkinge, totes estacions operatives el 1940; un hangar "Belfast" supervivent de la Primera Guerra Mundial a Duxford va ser destruït per a la seqüència del Dia de l'Àguila. També es van rodar algunes parts del rodatge a Bovingdon, un antic aeròdrom de bombarders en temps de guerra. També es van fer algunes preses aèries sobre l'antic aeròdrom de la RAF Sywell (ara aeròdrom de Sywell a Northamptonshire). L'escena de la seqüència del títol, que mostra una revisió dels bombarders alemanys a terra pel mariscal de camp Milch, es va filmar a l'aeròdrom de Tablada a Espanya. La coordinadora d'acrobàcies Wilson Connie Edwards va conservar un Spitfire Mark IX, sis Buchons i un P-51 Mustang a canvi de diners, que van ser emmagatzemats a Texas fins que es van vendre a col•leccionistes el 2014.
El poble de Chilham, a Kent, es va convertir en la base d'operacions dels controladors de ràdio de la pel•lícula. Denton, un altre poble de Kent, i el seu pub, The Jackdaw Inn, apareix a la pel•lícula com el lloc on Christopher Plummer i Susannah York discuteixen sobre el seu trasllat més a prop del seu destí. El Jackdaw té una sala dedicada a una extensa col•lecció de records de la Segona Guerra Mundial de la RAF.

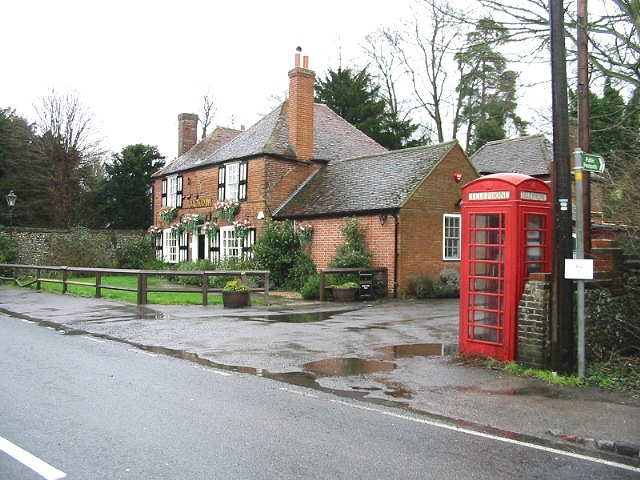
El Jackdaw Inn el 2007

Moltes de les escenes de la pel•lícula es van rodar a Espanya. Entre aquestes escenes hi havia la recreació de Dunkerque, que es va rodar a la platja de Huelva. Per reflectir els cels sense núvols de l'estiu de 1940, es van filmar molts plans cap amunt sobre Espanya, mentre que els plans cap avall es van filmar gairebé tots sota els núvols, sobre el sud d'Anglaterra, on les terres de conreu són distintives. Tanmateix, el camuflatge de 1940 dificultava la visió de l'avió contra el terra i el cel, per la qual cosa es va utilitzar un fons de núvols sempre que va ser possible. Només es va traslladar un Spitfire a Espanya per substituir els defensors de la RAF. Després de començar el rodatge, el clima anglès va resultar massa poc fiable i el rodatge es va traslladar als aeròdroms de Hal Far i Luqa a Malta per completar les seqüències aèries.
Nombroses escenes es van rodar en sales d'operacions preservades per il•lustrar el funcionament del sistema Dowding que controlava els esquadrons de caça. Gran part d'aquest metratge té lloc a la sala d'operacions del Grup 11, avui dia el Búnquer de la Batalla d'Anglaterra. Altres escenes tenen lloc a la "sala de filtre" central del Comandament de Caces, així com recreacions de les sales d'operacions de l'esquadró. Una escena mostra l'atac a la sala d'operacions de Biggin Hill, i una altra mostra el seu trasllat a una fleca local, tot i que aquesta llicència artística és una recreació de la sala de suport d'un altre esquadró en una carnisseria local.

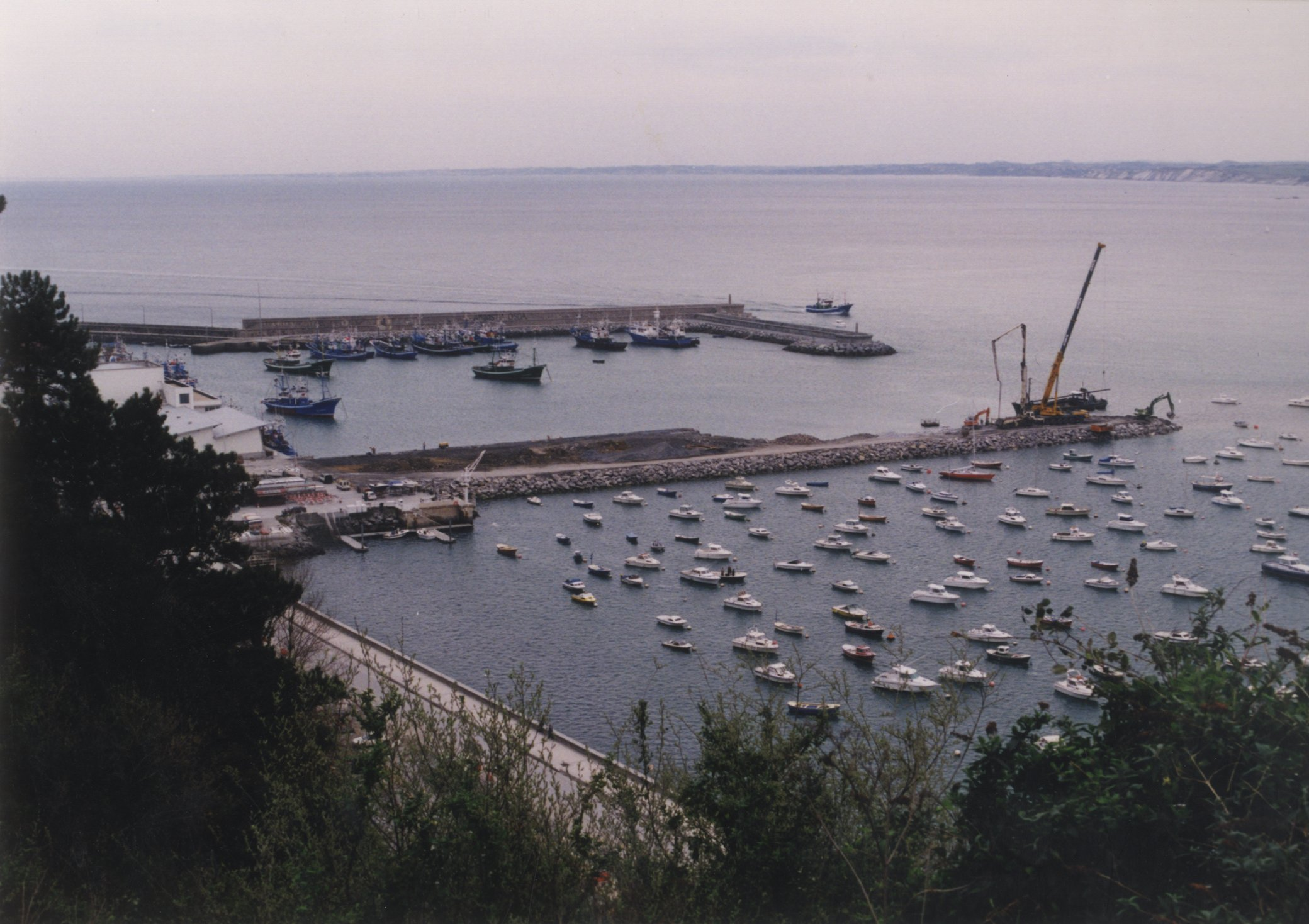
El port d'Hondarribia, Espanya (aquí en un estat posterior) es mostrava com el port de Calais, ple de vaixells d'invasió.

El rodatge en exteriors a Londres es va dur a terme principalment a la zona dels molls de St Katharine, irònicament una de les poques zones de l'East End de Londres que va sobreviure al Blitz relativament intacte, on les cases antigues que es demolien per a urbanitzacions substituïen els habitatges bombardejats i els edificis en desús eren incendiats. Molts extres eren supervivents del Blitz. L'estació de metro d'Aldwych, utilitzada com a refugi antiaeri en temps de guerra , va servir com a lloc de rodatge. Gairebé tot l'equipament d'època del Museu dels Bombers de Londres es va utilitzar a la pel•lícula. Les escenes nocturnes del Berlín en temps de guerra es van filmar a Donostia .  Els caps de producció van poder apagar la ciutat sota demanda, amb instal•lacions sanitàries i edificis oficials amb generadors. Les escenes del Comandament de Caça de la RAF es van filmar a la seva seu, a RAF Bentley Priory. Es va utilitzar l'oficina original del mariscal en cap de l'aire Hugh Dowding, amb el seu mobiliari original. La RAF Henlow, Bedfordshire, inclosa la seva torre de vol original (que es va construir amb palets d'enviament de peces de Spitfire i Hurricane), es va utilitzar per a seqüències terrestres de l'esquadró.

### Models d'avions
Es va concedir permís als productors per utilitzar el bombarder en picat Junkers Ju 87 Stuka del Museu de la Royal Air Force, un dels dos únics que sobreviuen intactes. L'avió de 1943 va ser repintat i lleugerament modificat per semblar-se a un model Ju 87 de 1940. Es va trobar que el motor estava en excel•lent estat i no hi va haver gaire dificultat per engegar-lo, però tornar l'avió a estar en condicions de volar va ser finalment massa costós per als cineaste. En canvi, dos avions d'entrenament Percival Proctor es van convertir en Stukas a mitja escala , amb una ala de gavina, com a "Proctukas", tot i que no es van utilitzar les imatges. En canvi, per duplicar la caiguda pronunciada dels atacs del Ju 87, es van fer volar models grans per control de ràdio.

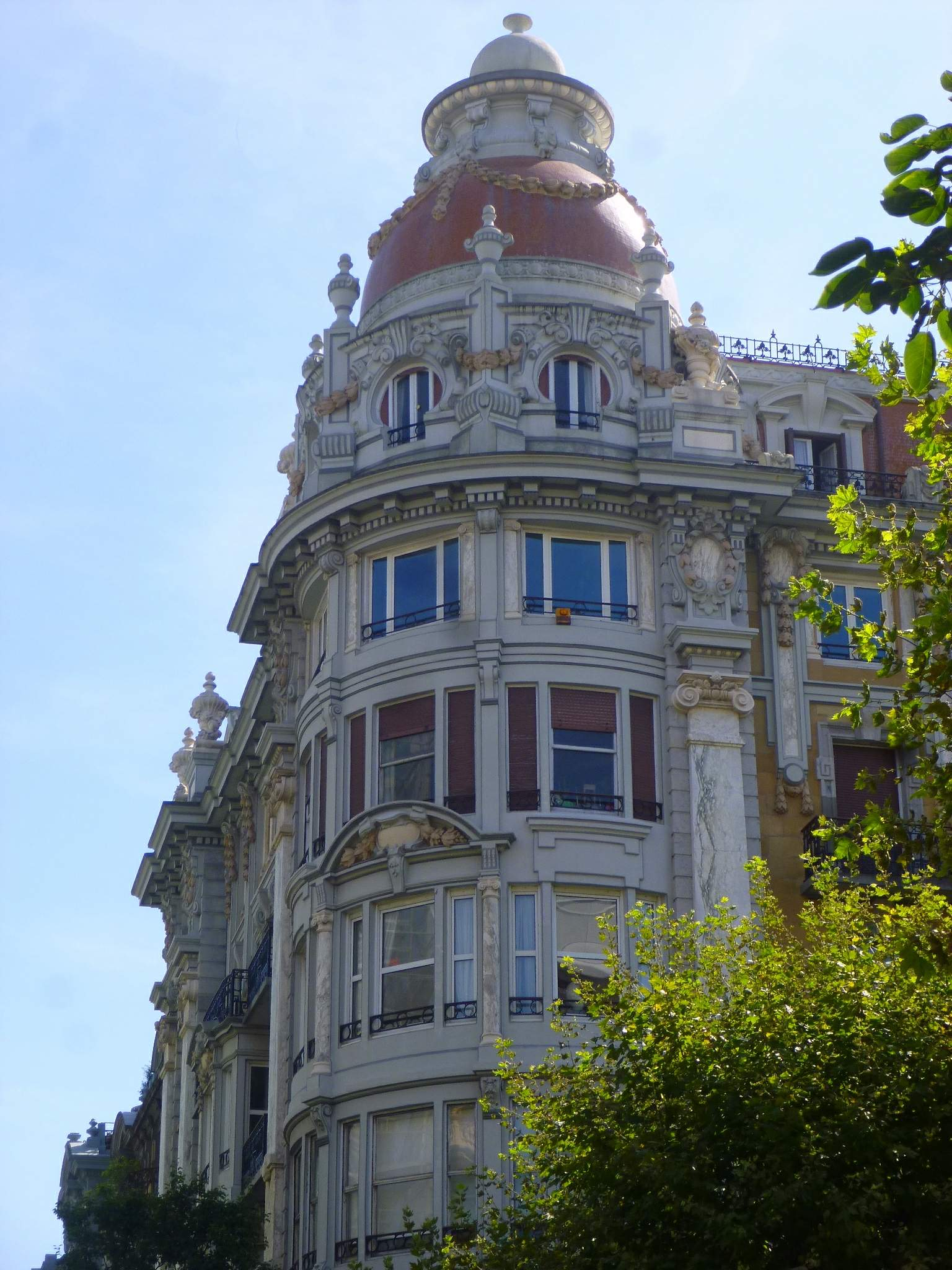
L'avinguda de la Llibertat de Donostia (mostrada el 2018) va aparèixer com a Charlottenburger Chaussee de Berlín durant una incursió nocturna britànica.

Per recrear escenes d'aeròdroms amb el nombre limitat d'avions d'època disponibles per a la pel•lícula, es van utilitzar models a gran escala. El primer requisit va ser tenir rèpliques de decoració. La producció de Hurricanes, Spitfires i Bf 109 de fusta i fibra de vidre a mida real va començar en una mena de línia de producció instal•lada als estudis Pinewood. Diverses rèpliques van ser equipades amb motors de motocicleta per permetre'ls rodar. Tot i que la majoria d'aquestes rèpliques van ser destruïdes durant el rodatge, un petit nombre es va posar a disposició de museus del Regne Unit.
L'altra necessitat era de models en seqüències aèries, i el productor va demanar al director d'art i fabricant de models John Siddall que creés i dirigís un equip específicament per a això a causa dels seus contactes a la comunitat de models. Es va organitzar un vol de prova a l'aeròdrom de Lasham, a Hampshire, al Regne Unit, i es va fer volar un model per la pista just darrere d'un gran cotxe familiar americà amb un càmera a la part posterior. Aquesta prova va funcionar, cosa que va portar a la construcció de molts models controlats per ràdio a la sala d'assaig de la banda dels estudis Pinewood. Durant dos anys, es van construir 82 Spitfires, Hurricanes, Messerschmitts i He 111.

## Precisió històrica
Tot i que alguns personatges es fusionen, la pel·lícula és generalment fidel als esdeveniments. La majoria dels historiadors dubten que Alemanya pogués haver guanyat realment la batalla d'Anglaterra, donada la superioritat britànica en la producció d'avions, la seva vasta infraestructura de radar i vigilància, l'experiència superior dels seus pilots i l'avantatge inherent de lluitar una guerra aèria sobre el seu territori. Tot i que la pèrdua de pilots era un problema, Gran Bretanya podia complementar les seves files amb pilots experimentats que havien fugit de Polònia, França, Bèlgica i altres països que Alemanya havia conquerit, així com pilots dels Dominis i voluntaris dels Estats Units. El canvi alemany d'atacar aeròdroms a bombardejar ciutats va ser un efecte, no una causa, del fracàs d'Alemanya, ja que Alemanya havia demostrat ser incapaç de destruir els aeròdroms i altres infraestructures aèries.
La pel·lícula inclou una seqüència que relata els esdeveniments del 15 d'agost de 1940, quan la Luftwaffe va intentar superar les defenses dels caces amb atacs simultanis al nord i al sud d'Anglaterra, argumentant que "ni tan sols un Spitfire pot ser en dos llocs alhora". El nord-est d'Anglaterra va ser atacat per 65 Heinkel He 111 escortats per 34 Messerschmitt Bf 110, i RAF Driffield va ser atacat per 50 Junkers Ju 88 sense escorta . Dels 115 bombarders i 35 caces enviats, es van perdre 16 bombarders i set caces. Com a resultat d'aquestes baixes, la Luftflotte 5 no va tornar a aparèixer amb efectiu a la campanya. 
L'enfrontament entre Keith Park i Trafford Leigh-Mallory davant de Dowding és fictici, tot i que sens dubte hi va haver tensions entre els dos bàndols. La pel•lícula no esmenta que després de la Batalla d'Anglaterra, Dowding i Park van ser substituïts per Sholto Douglas i Leigh-Mallory, respectivament, tot i que Dowding i Park havien demostrat que l'estratègia de la "Big Wing" de Leigh-Mallory era inviable.
L'escena a la sala d'operacions on els britànics escolten les transmissions sense fil dels seus caces es basa en una llicència dramàtica, ja que la sala d'operacions rebia informació per telèfon des dels aeròdroms del sector. Les escenes del final en què es veuen els pilots de la RAF sobtadament inactius i abandonats esperant el retorn dels atacs de la Luftwaffe també es basen en una llicència, ja que els combats es van esvair fins a finals de setembre, tot i que els atacs diürns van continuar durant algunes setmanes després del combat del 15 de setembre, i els britànics consideren el 31 d'octubre de 1940 com el final oficial de la Batalla d'Anglaterra. A les escenes de combat de la pel•lícula, no hi va haver cap intent de recrear projectils traçadors. El tren de Göring a la pel·lícula és espanyol en lloc de francès (les marques de Renfe - Ferrocarrils Nacionals Espanyols - amb prou feines són visibles), i la locomotora de vapor que es mostra no va entrar en servei a Renfe fins al 1951.
La pel·lícula no fa referència als pilots italians del Corpo Aereo Italiano, una força expedicionària italiana , que van lluitar a la Batalla d'Anglaterra, ni tampoc ho fa la llista de participants i baixes que forma part dels crèdits finals. Tot i que l'Estat d'Israel no es va crear fins al 1948, la llista hi atribueix un pilot, referint-se a l'oficial de la RAF George Goodman,, un as nascut a Haifa durant el Mandat Palestí (quan la regió estava sota administració britànica), que va morir en acció el 1941.
Les pèrdues alemanyes registrades durant la batalla deriven d'afirmacions fetes i cregudes en aquell moment, però investigacions posteriors han demostrat que aquestes eren sobreestimacions substancials, com a resultat de qüestions com ara múltiples reclamacions sobre el mateix avió abatut. El nombre real de pèrdues alemanyes el 15 de setembre, per exemple, va ser de 56.
L'oficial pilot Archie, interpretat per Edward Fox, està basat en Ray Holmes del 504t Esquadró de la RAF. El 15 de setembre de 1940, ara conegut com el Dia de la Batalla d'Anglaterra, Holmes va utilitzar el seu Hawker Hurricane per destruir un bombarder Dornier Do 17 sobre Londres mitjançant un cop d'estampida, però a costa del seu avió (i gairebé de la seva pròpia vida). Holmes, fent un atac frontal, va trobar que les seves armes no funcionaven i va volar amb el seu avió contra la part superior del bombarder alemany, tallant la secció posterior de la cua amb l'ala i fent que el bombarder perdés el control i s'estavellés. El pilot del Dornier, el Feldwebel Robert Zehbe, va sortir disparat, només per morir més tard a causa de les ferides sofertes durant l'atac, mentre que Holmes, ferit, va sortir disparat del seu avió i va sobreviure. Com que la RAF no practicava l'estampida com a tàctica de combat aeri, això es va considerar una maniobra improvisada i un acte de coratge desinteressat; Holmes va ser aclamat per la premsa com un heroi de guerra que va salvar el Palau de Buckingham. Aquest esdeveniment es va convertir en un dels moments decisius de la Batalla d'Anglaterra i va provocar una nota de felicitació a la RAF per part de la reina Guillermina dels Països Baixos, que havia presenciat l'accident. La pel•lícula no mostra l'avió xocant contra la secció de cua del bombarder, sinó que mostra com l'oficial pilot Archie simplement abat el caça.
Skipper, interpretat per Robert Shaw, està basat lliurement en el líder d'esquadró Adolph 'Sailor' Malan, un as de caça sud-africà i comandant del 74è Esquadró de la RAF durant la Batalla d'Anglaterra. L'oficial de secció Maggie Harvey, interpretada per Susannah York, està basada en Felicity Peake, una jove oficial de secció a Biggin Hill el 1940. La seva reacció al fort atac que va resultar en la mort de diverses dones de la Força Aèria Auxiliar (WAAF) i l'enfrontament amb el suboficial Warwick es van basar en fets reals.
Un oficial pilot de la RAF amb la cara desfigurada apareix en una escena amb Kenneth More i Susannah York. No és un actor, sinó el líder d'esquadró retirat Bill Foxley, un navegant en pràctiques del Comandament de Bombarders de la RAF durant la Segona Guerra Mundial que va patir cremades greus després d'un accident. Va ser notable pel suport que va donar a altres víctimes de cremades i per aquesta aparició cinematogràfica, que va donar a un ampli públic una mica de consciència de les cremades facials que patien les tripulacions aèries de la Segona Guerra Mundial i la cirurgia reconstructiva d'aquella època.
El personatge del Major Falke està basat en el Generalleutnant Adolf Galland, un famós as durant la Segona Guerra Mundial que realment va demanar al Reichsmarshall Göring "un grapat de Spitfires per al meu esquadró" A la seva autobiografia, Galland va explicar que la petició només pretenia molestar Göring perquè estava "increïblement molest per la manca de comprensió i la tossuderia del comandament que ens donava ordres que no podíem executar", i que, si bé considerava que l'Spitfire era més maniobrable que el Bf 109, i per tant més adequat com a caça defensiu, "fonamentalment preferia el Bf 109". Galland va exercir com a assessor tècnic alemany a la pel•lícula, i es va unir a ell el seu amic Robert Stanford Tuck. Estava molest per la decisió del director de no utilitzar el seu nom real i, durant el rodatge, es va oposar a una escena en què es mostra Kesselring fent la salutació nazi, en lloc de la salutació militar estàndard; el periodista Leonard Mosley va veure com Galland espatllava un rodatge i havia de ser escortat fora del plató. Posteriorment, Galland va amenaçar amb retirar-se de la producció, advertint de "conseqüències greus per a la pel•lícula si l'escena es mantenia". Quan l'escena acabada es va projectar davant de Galland i el seu advocat, el van convèncer d'acceptar-la finalment.

## Banda sonora
La pel·lícula té dues partitures musicals. La primera va ser escrita per Sir William Walton, que aleshores tenia uns 60 anys, i dirigida per Malcolm Arnold, qui també va ajudar Walton amb l'orquestració, en particular de la música que acompanya les seqüències del Blitz i algunes seccions de "Battle in the Air", que també poden haver inclòs alguns "pegats" compositius d'Arnold. A part de l'indubtable originalitat i impacte de la seqüència "Battle in the Air", i una marxa inicial (dirigida a les sessions per Walton) que va ser descrita per un periodista present a la gravació com "una gran melodia patriòtica per superar i glorificar qualsevol que Sir William hagi escrit fins ara, ja sigui per a pel•lícules o coronacions", gran part de la partitura de Walton inclou paròdies del toc de trompa de Siegfried de Richard Wagner.
Després de les sessions d'enregistrament, Arnold i David Picker, l'oncle i el nebot encarregats de United Artists, van insistir que els enviessin les pistes musicals a Nova York, i el seu veredicte en escoltar la música, sense la pel•lícula, va ser que no era adequada i que s'havia de contractar un compositor conegut per escriure una banda sonora de recanvi. El departament de música de United Artists també va objectar que la partitura era massa curta per omplir l'enregistrament LP que es pretenia comercialitzar amb la pel·lícula, per la qual cosa es va contactar amb John Barry, que havia compost la música per a diverses pel•lícules de James Bond, però ell es va negar. Finalment, es va oferir i va acceptar la tasca de tornar a compondre la música de la pel•lícula a Ron Goodwin, que també va ser director d'orquestra.
El 2004, les partitures de Ron Goodwin i Sir William Walton es van publicar en un sol CD per primera vegada. La música de Goodwin ocupava les pistes de l'1 al 19, mentre que la de Walton ocupava les pistes de la 20 al 28.
| Número | Partitura de Ron Goodwin      | Partitura de William Walton                    |
| ------ | ----------------------------- | ---------------------------------------------- |
| 1      | Battle of Britain Theme       | March Introduction and Battle of Britain March |
| 2      | Aces High March               | The Young Siegfrieds                           |
| 3      | The Lull Before The Storm     | Luftwaffe Victory                              |
| 4      | Work and Play                 | The Few Fight Back                             |
| 5      | Death and Destruction         | Cat and Mouse                                  |
| 6      | Briefing the Luftwaffe        | Scherzo "Gay Berlin"                           |
| 7      | Prelude to Battle             | Dogfight                                       |
| 8      | Victory Assured               | Scramble / Battle in the Air                   |
| 9      | Defeat                        | Finale: Battle of Britain March                |
| 10     | Hitler's Headquarters         |                                                |
| 11     | Return to Base                |                                                |
| 12     | Threat                        |                                                |
| 13     | Civilian Tragedy              |                                                |
| 14     | Offensive Build-Up            |                                                |
| 15     | Attack                        |                                                |
| 16     | Personal Tragedy              |                                                |
| 17     | Battle in the Air             |                                                |
| 18     | Absent Friends                |                                                |
| 19     | Battle of Britain - End Title |                                                |

## Rebuda

### Taquilla
En els seus dos primers dies de cartellera a 11 ciutats del Regne Unit, la pel•lícula va recaptar 56.242 dòlars. Va ser la pel•lícula número u al Regne Unit durant un total de 14 setmanes, durant períodes que van començar el 26 de setembre de 1969 (4 setmanes), el 7 de novembre de 1969 (7 setmanes), el 6 de febrer de 1970 (2 setmanes) i el 27 de febrer de 1970 (1 setmana). Segons el director Guy Hamilton en una entrevista inclosa a la versió en DVD de dos discs de la pel•lícula, Battle of Britain va recaptar poc menys de 13 milions de dòlars a la taquilla mundial. A causa dels seus elevats costos de producció i màrqueting, això va significar una pèrdua de 10 milions de dòlars, però la pel•lícula finalment va esdevenir rendible gràcies a les vendes de mitjans domèstics.

### Ressenyes crítiques
Al Regne Unit, el rodatge de les escenes de batalla aèria sobre Londres i els comtats locals va generar un interès considerable. La publicitat prèvia a l'estrena va incloure els pòsters quàdruples de la pel•lícula en cartells publicitaris destacats i aparèixer a la revista The Sunday Times i a la premsa local. Tanmateix, la pel•lícula es va estrenar en un moment en què el sentiment antibel•licista suscitat per la guerra del Vietnam era molt fort, i també hi havia cinisme entre les generacions de la postguerra sobre el suposat heroisme dels que van participar a la Batalla d'Anglaterra. L'estrena de la pel•lícula es va celebrar al Dominion Theatre de Londres el 15 de setembre de 1969 i hi van assistir 350 veterans de la Batalla d'Anglaterra, inclòs el mariscal en cap de l'aire Lord Dowding.
La pel•lícula va rebre crítiques diverses al Regne Unit i no va ser ben rebuda per la crítica americana. A Gran Bretanya, l'Evening Standard la va qualificar de "pel•lícula absorbent més que no pas commovedora", The Times va escriure que era "una barreja discreta de tots els enfocaments possibles, feta amb bon gust, no poc intel•ligent, eminentment respectable i, en la seva major part, mortalment avorrida", i The Guardian la va qualificar de "ni una pel•lícula gaire bona ni una peça d'història gaire formidable". Vincent Canby del The New York Times va escriure que la pel•lícula és un "homenatge a aquells aviadors que, el 1940, van trencar l'esquena de la invasió nazi amenaçada. També és una d'aquelles no-pel•lícules estel•lars, d'un ordre una mica inferior a The Longest Day, que intenten recapitular la història, però no afegeixen res a la comprensió. La barreja de ficció en clau menor i fets reescenificats no és -per a mi, almenys- mai particularment satisfactòria, ja que se li neguen les prerrogatives i possibilitats tant del documental com de la pel•lícula de ficció".
Al Chicago Tribune, Gene Siskel va declarar: "Creiem que el públic cinematogràfic americà ja no està impressionat pels repartiments de milers i els pressupostos de milions. Malauradament, Harry Saltzman, que va produir La batalla d'Anglaterra, no hi està d'acord. La pel•lícula és una bomba de 12.000 megadòlars que presenta 100 avions antics que es mengen 40 minuts de pel·lícula. La pel•lícula no té absolutament cap interès dramàtic en els altres 93 minuts, i desafio la idea que valgui la pena veure-la només per les seqüències aèries". Siskel va incloure més tard la pel•lícula a la seva llista de les vint pitjors pel·lícules de 1969, comentant que "els avions tenien les úniques bones línies de la pel•lícula". Roger Ebert va escriure que "les escenes aèries es poden allargar per sempre i repetir-se sense vergonya, fins que estem segurs que hem vist el mateix Heinkel submergir-se al mar (perdó, la "beguda") ja tres vegades. I els efectes especials no són tan bons per a una pel·lícula que va costar 12.000.000 de dòlars".  Al lloc web agregador de ressenyes Rotten Tomatoes, la pel•lícula té una taxa d'aprovació del 67% basada en 9 ressenyes, amb una puntuació mitjana de 5,8/10

## Marxandatge
- El 1969 es van publicar tant un llibre de tapa dura com un de butxaca sobre la realització de la pel•lícula.
- Spitfire Productions va produir un conjunt de 66 cartes de col•leccionista de xiclets per acompanyar la pel•lícula.
- Dinky Toys va produir un parell d' avions en miniatura basats en la pel•lícula. Un Spitfire Mk II (Dinky Toys 719) a escala 1/65 i un Junkers Ju 87B Stuka (Dinky Toys 721) a escala 1/72 es van llançar en caixes especials amb un logotip de la Batalla d'Anglaterra a la caixa i fotografies de la pel•lícula incloses[Note 5][63]

## A la cultura popular
- El fet que la Batalla d'Anglaterra utilitzés avions reals en moltes de les seves seqüències de vol ha portat a diverses produccions posteriors a utilitzar metratge d'arxiu derivat de la pel•lícula. Aquestes produccions inclouen les pel•lícules films Adolf Hitler: My Part in his Downfall (1973), Carry On England (1976), Midway (1976), Baa Baa Black Sheep (television series, 1976-8), Hope and Glory (1987), Piece of Cake (ITV miniseries, 1988), No Bananas (BBC miniseries, 1996), Dark Blue World (2001), i First Light (BBC TV movie, 2010),[64] així com el documental del History Channel The Extraordinary Mr Spitfire (2007), que tracta sobre la vida del pilot de proves en temps de guerra Alex Henshaw.
- El joc de guerra d'estratègia formatiu Empire (1977) es va inspirar notablement en les escenes del RAF Fighter Command a la Batalla d'Anglaterra , durant les quals l'estat major mou fitxes que representen avions i vaixells amics i enemics sobre un gran mapa de Gran Bretanya per ajudar els comandants aeris a prendre les seves decisions tàctiques.[65]
- Un fragment de la banda sonora d'una de les baralles de la pel•lícula s'utilitza a l'àlbum The Wall (1979) de Pink Floyd, just abans de l'inici de la cançó " Vera ".
- Les imatges de la pel•lícula dels Bf 109 explotant i estavellant-se al Canal de la Mànega es van inserir al videoclip "Skeet Surfing" que obre la paròdia de la pel•lícula Top Secret! (1984).
- A la pel•lícula Dunkerque (2017), Michael Caine fa un cameo parlat com a pilot d'un Spitfire de la Royal Air Force com a homenatge al seu paper de pilot de caça de la RAF, el líder d'esquadró Canfield, a Battle of Britain.[66][67]